# Barrage de Kidatu
Le barrage de Kidatu est un barrage hydroélectrique de Tanzanie disposant d'une puissance installée de 204 MW.

## Le site
La centrale hydroélectrique est aménagée sur la Ruaha, sur la commune de Kilosa, dans la Région de Morogoro, à 337 km au sud-ouest de Dar es Salaam, carrefour commercial et plus grande ville de Tanzanie. La ville voisine de Kidatu se trouve à 5,5 km par la route au nord-est.

## Overview
La centrale hydroélectrique de Kidatu a été aménagée en deux phases dans le cadre du Great Ruaha Power Project : la première tranche de travaux a été réalisée entre 1972 et 1975, la seconde dans les années 1980. La première tranche a consisté à réaliser un barrage en enrochements offrant une puissance de 2 x51 MW, et à  poser une ligne à haute tension de 220 kV jusqu'à Dar es Salaam via Morogoro. La seconde tranche, achevée en 1980, a consisté à installer deux turbines supplémentaires de 51 MW, et à construire un second barrage de retenue plus importante (barrage de Mtera, capacité de 3 200 000 000 m3,).
La centrale a connu depuis deux importants chantiers de réhabilitation. La phase I (1993-94) concernait la réparation des turbines 1 et 2, le remplacement des inducteurs et la réparation de la génératrice. La phase II (1999) a permis l'informatisation de la commande du barrage, la réparation des turbines, le remplacement des génératrices et des coursiers des unités 1 et 2. Ce projet, d'un montant d'environ 12 000 000 $, a été financé par SIDA, NORAD et Tanesco,.
En 2017, l'une des turbines de 51 MW a dû être remplacée. Ces travaux ont été confiés à une société croate, encadrant des agents de Tanesco, la régie nationale d'électricité. La prochaine tranche de réparation est programmée en 2020,.

## Voir également
- Site officiel de Tanesco